# Dub bahenní

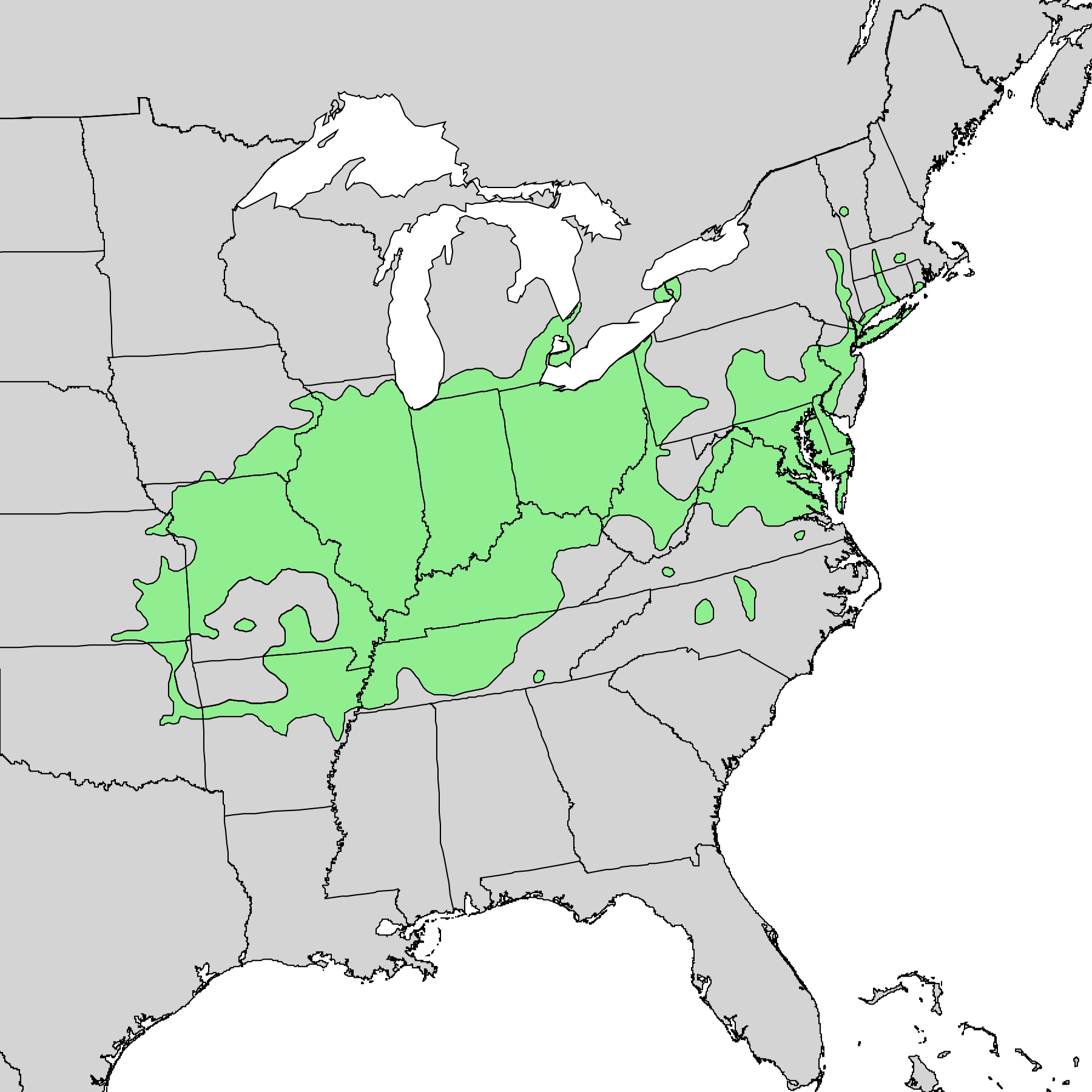
Mapa rozšíření dubu bahenního

Dub bahenní (Quercus palustris) je opadavý strom dorůstající výšky až 25 metrů. Pochází z východních oblastí USA a v Česku se občas pěstuje jako zajímavá parková dřevina. Bývá nápadný zejména hluboce prořezanými laloky listů a suchými větvemi svěšenými podél kmene. Je také používáno synonymum dub bažinný.

## Charakteristika
Dub bahenní je opadavý strom dorůstající výšky 25, výjimečně až 40 metrů. Borka je šedě hnědá, se širokými mělkými puklinami. Koruna je široce kuželovitá, přičemž spodní větve bývají charakteristicky svěšené dolů podél kmene a vytrvávají na stromě i suché.
Letorosty jsou načervenale hnědé a rychle olysávají. Zimní pupeny jsou vejcovité, 3 až 5 mm dlouhé, lysé nebo s několika jemnými chlupy na vrcholu. Čepel listů je oválná až podlouhlá, 5 až 16 cm dlouhá a 5 až 12 cm široká, s 5 až 7 laloky. Laloky jsou pravidelně hluboce vykrajované. Listy jsou na bázi klínovité až uťaté a nejspodnější pár laloků je často poněkud zakřivený. Listy jsou na líci živě zelené a lesklé, lysé, pouze na rubu jsou v paždí žilek nápadné hnědé chomáčky chlupů. Řapík je 2 až 6 cm dlouhý. Na podzim se listy barví do červených odstínů. Žaludy dozrávají druhým rokem, jsou kulovité až vejcovité, 10 až 16 mm dlouhé, kryté asi do 1/4 až 1/3 ploše miskovitou číškou.

## Rozšíření
Dub bahenní pochází z východních oblastí USA, kde roste v nadmořských výškách 0 až 350 metrů. Vyhledává vlhké půdy a je poměrně rychle rostoucí dřevinou. V oblastech společného výskytu se dub bahenní kříží s jinými duby ze sekce Lobatae: s dubem šarlatovým (Quercus coccinea), dubem celokrajným (Q. imbricaria), dubem marylandským (Q. marylandica), dubem černým (Q. nigra), dubem vrbolistým (Q. phellos), dubem červeným (Q. rubra), dubem sametovým (Q. velutina) a dubem Shumardovým (Q. shumardii).

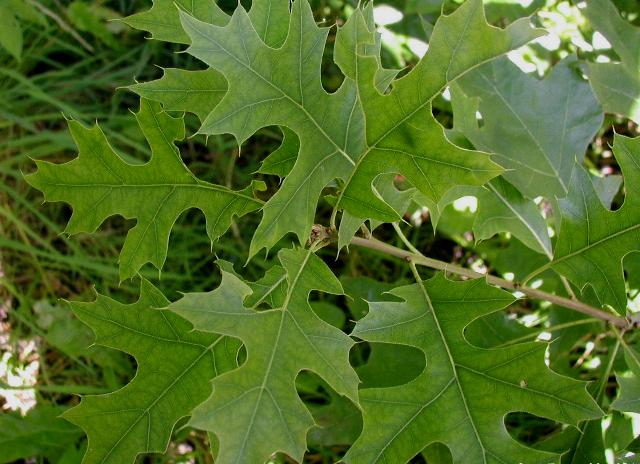
Listy dubu bahenního
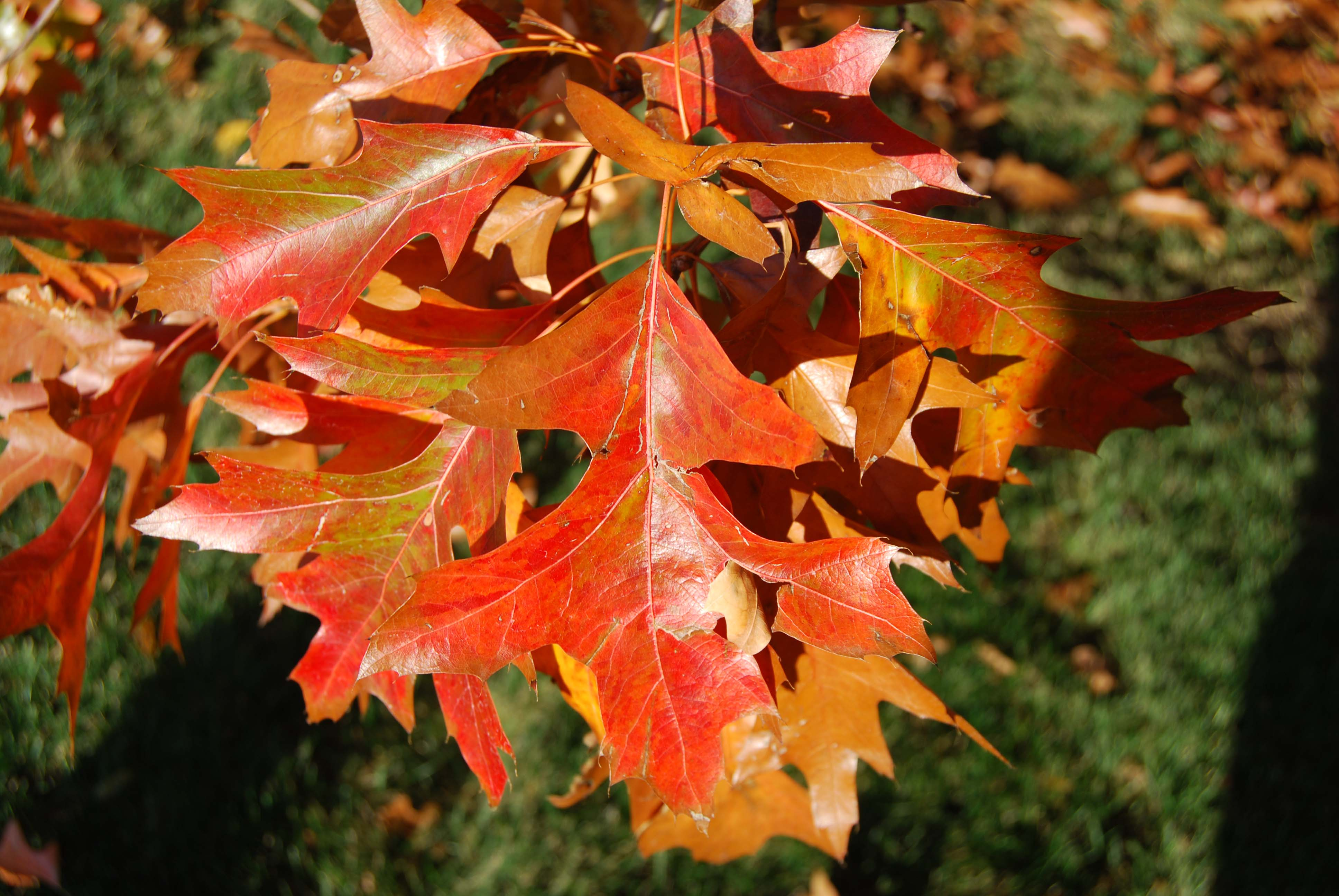
Podzimní zbarvení listů dubu bahenního
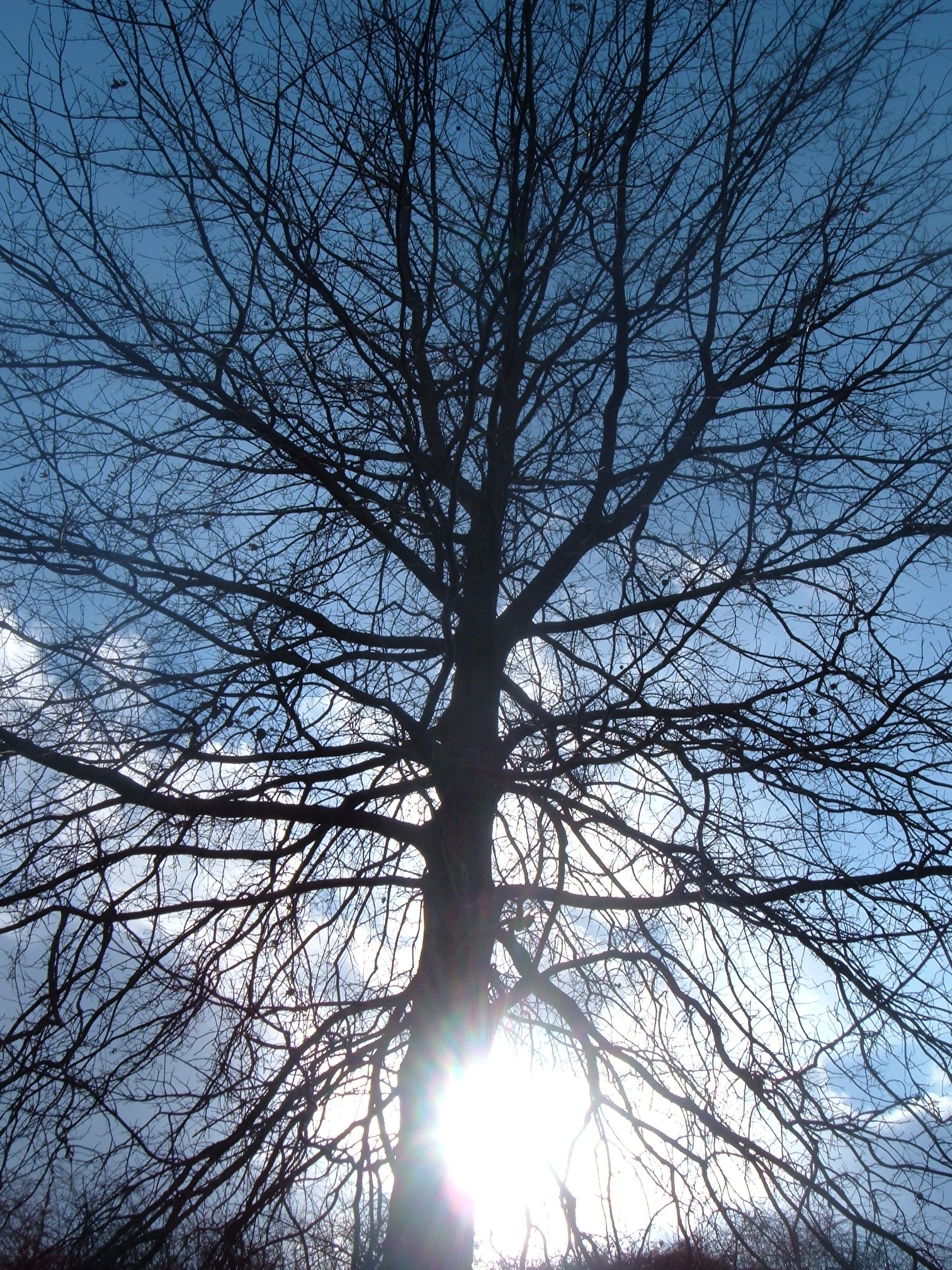
Dub bahenní v zimě

## Význam
Dub bahenní byl introdukován do Evropy již v roce 1800 Je to zajímavá, elegantní a rychle rostoucí dřevina, vysazovaná zejména v arboretech a zámeckých parcích. Pěstuje se také v různých okrasných kultivarech.